# 태안 (북위)
태안(太安)은 중국 북위(北魏) 문성제(文成帝)의 세 번째 연호이다. 455년 6월에서 459년 12월까지 4년 7개월 동안 사용하였다.
같은 시기에 사용된 다른 연호로는 송(宋)에서 사용한 효건(孝建 : 454년 ~ 456년), 대명(大明 : 457년 ~ 464년), 고창북량(高昌北凉)에서 사용한 승평(承平 : 443년 ~ 460년)이 있다.

## 개원
《위서》(魏書) 기준으로 흥광(興光) 2년 6월 2일(455년 7월 2일)에 태안(太安)으로 개원함.
《북사》(北史) 기준으로 흥광(興光) 2년 3월 8일(455년 4월 10일)에 태안(太安)으로 개원함.

## 연대대조표
| 태안                | 원년            | 2년        | 3년             | 4년        | 5년        |
| 서력                | 455년           | 456년      | 457년           | 458년      | 459년      |
| 육십간지 (六十干支) | 을미(乙未)      | 병신(丙申) | 정유(丁酉)      | 무술(戊戌) | 기해(己亥) |
| 송 (宋)             | 효건(孝建) 2년  | 3년        | 대명(大明) 원년 | 2년        | 3년        |
| 고창북량 (高昌北凉) | 승평(承平) 13년 | 14년       | 15년            | 16년       | 17년       |

## 삭일(1일)
| 태안 원년 (455년) | 1월             | 2월             | 3월             | 4월             | 5월             | 6월             | 7월             | 8월             | 9월             | 10월            | 11월            | 12월            |                 |
| ----------------- | --------------- | --------------- | --------------- | --------------- | --------------- | --------------- | --------------- | --------------- | --------------- | --------------- | --------------- | --------------- | --------------- |
| 삭일(음력)        | 계사일 (癸巳日) | 임술일 (壬戌日) | 임진일 (壬辰日) | 임술일 (壬戌日) | 신묘일 (辛卯日) | 신유일 (辛酉日) | 경인일 (庚寅日) | 경신일 (庚申日) | 기축일 (己丑日) | 기미일 (己未日) | 무자일 (戊子日) | 무오일 (戊午日) |                 |
| 율리우스력        | 455년 2월 3일   | 3월 4일         | 4월 3일         | 5월 3일         | 6월 1일         | 7월 1일         | 7월 30일        | 8월 29일        | 9월 27일        | 10월 27일       | 11월 25일       | 12월 25일       |                 |
| 태안 2년 (456년)  | 1월             | 2월             | 3월             | 윤3월           | 4월             | 5월             | 6월             | 7월             | 8월             | 9월             | 10월            | 11월            | 12월            |
| 삭일(음력)        | 정해일 (丁亥日) | 정사일 (丁巳日) | 병술일 (丙戌日) | 병진일 (丙辰日) | 을유일 (乙酉日) | 을묘일 (乙卯日) | 갑신일 (甲申日) | 갑인일 (甲寅日) | 갑신일 (甲申日) | 계축일 (癸丑日) | 계미일 (癸未日) | 임자일 (壬子日) | 임오일 (壬午日) |
| 율리우스력        | 456년 1월 23일  | 2월 22일        | 3월 22일        | 4월 21일        | 5월 20일        | 6월 19일        | 7월 18일        | 8월 17일        | 9월 16일        | 10월 15일       | 11월 14일       | 12월 13일       | 457년 1월 12일  |
| 태안 3년 (457년)  | 1월             | 2월             | 3월             | 4월             | 5월             | 6월             | 7월             | 8월             | 9월             | 10월            | 11월            | 12월            |                 |
| 삭일(음력)        | 신해일 (辛亥日) | 신사일 (辛巳日) | 경술일 (庚戌日) | 경진일 (庚辰日) | 기유일 (己酉日) | 기묘일 (己卯日) | 무신일 (戊申日) | 무인일 (戊寅日) | 정미일 (丁未日) | 정축일 (丁丑日) | 병오일 (丙午日) | 병자일 (丙子日) |                 |
| 율리우스력        | 457년 2월 10일  | 3월 12일        | 4월 10일        | 5월 10일        | 6월 8일         | 7월 8일         | 8월 6일         | 9월 5일         | 10월 4일        | 11월 3일        | 12월 2일        | 458년 1월 1일   |                 |
| 태안 4년 (458년)  | 1월             | 2월             | 3월             | 4월             | 5월             | 6월             | 7월             | 8월             | 9월             | 10월            | 11월            | 12월            | 윤12월          |
| 삭일(음력)        | 병오일 (丙午日) | 을해일 (乙亥日) | 을사일 (乙巳日) | 갑술일 (甲戌日) | 갑진일 (甲辰日) | 계유일 (癸酉日) | 계묘일 (癸卯日) | 임신일 (壬申日) | 임인일 (壬寅日) | 신미일 (辛未日) | 신축일 (辛丑日) | 경오일 (庚午日) | 경자일 (庚子日) |
| 율리우스력        | 458년 1월 31일  | 3월 1일         | 3월 31일        | 4월 29일        | 5월 29일        | 6월 27일        | 7월 27일        | 8월 25일        | 9월 24일        | 10월 23일       | 11월 22일       | 12월 21일       | 459년 1월 20일  |
| 태안 5년 (459년)  | 1월             | 2월             | 3월             | 4월             | 5월             | 6월             | 7월             | 8월             | 9월             | 10월            | 11월            | 12월            |                 |
| 삭일(음력)        | 기사일 (己巳日) | 기해일 (己亥日) | 무진일 (戊辰日) | 무술일 (戊戌日) | 무진일 (戊辰日) | 정유일 (丁酉日) | 정묘일 (丁卯日) | 병신일 (丙申日) | 병인일 (丙寅日) | 을미일 (乙未日) | 을축일 (乙丑日) | 갑오일 (甲午日) |                 |
| 율리우스력        | 459년 2월 18일  | 3월 20일        | 4월 18일        | 5월 18일        | 6월 17일        | 7월 16일        | 8월 15일        | 9월 13일        | 10월 13일       | 11월 11일       | 12월 11일       | 460년 1월 9일   |                 |

## 같이 보기
- 다른 왕조의 같은 연호
  - 후량(後凉) 태안(386년 ~ 389년)
  - 서진(西晉) 태안(302년 ~ 303년)
  - 전진(前秦) 태안(385년 ~ 386년)
  - 요(遼) 태안(1085년 ~ 1094년)
- 중국의 연호

| 이전 연호 흥광(興光) | 중국의 연호 북위(北魏) | 다음 연호 화평(和平) |